# Ailucrash
Ailucrash (formellt AiluCrash) var ett svenskt rockband aktivt mellan 2006 och 2016, med rötter i Kiruna och Uppsala.

## Historia
Bandet bildades våren 2006 i Kiruna av Ludvig Nilsson (sång) och Raimond Nurmilampi (gitarr). Anton Karlström (trummor) och Kai Israelsen (bas) gick med i gruppen under inspelningen av deras första demo. Kort därefter anslöt även Viktor Mattsson (gitarr, klaviatur) i det avslutande skeendet av inspelningarna. Bandet började repa tillsammans hos den lokala musikföreningen Tusen Toner. Under sin absolut tidigaste period hade de gått under namnet Sad Gun, men i samband med sitt första framträdande döpte de sig till The Coloured Office Paper, vilket ofta förkortades till T.C.O.P.
Namnet kom sig av att medlemmarna inte kom på vad de skulle kalla sig och därmed valdes The Coloured Office Paper vilket var beskrivningen på ett grönfärgat skrivarpapper.
Genom en tävling som dagstidningen Norrländska Socialdemokraten anordnade, vann bandet studiotid med inspelningsteknikern och producenten Stefan Sundström från Luleå. Samarbetet fortsatte fram till 2009 och genererade två EP:s The Coloured Office Paper (2007) och An Open Road (2008). Från den sistnämnda kom låten "Together" vilken genom Sveriges Radios tävling Svensktoppen nästa nådde ända fram till riksfinalen på Liseberg i Göteborg.
Under åren 2006–2009 spelade The Coloured Office Paper runtom i Sverige och byggde upp ett renommé som ett tight och energifyllt liveband med starka låtar.
Våren 2010, under arbetet med materialet till filmen Jag saknar dig, lämnade Raimond Nurmilampi gruppen och ersattes av basisten Tom Israelsens tvillingbror Kai Israelsen. Under denna period bytte gruppen namn till Echo, ett namn de hade mindre än ett år. Under arbetet med filmen bytte de istället namn till AiluCrash.
Hösten 2015 beslöt medlemmarna att ännu en gång ändra namn och inriktning på bandet, vilket de meddelade på sociala medier. I november ombildades de till det mer industribetonade och kortlivade BLK Tape.  Som BLK Tape kom gruppen att släppa tre singlar, och gjorde bland annat en kortare turné i Ryssland. 

### Jag saknar dig
I samband med Nordisk Films filmatisering av Peter Pohls och Kinna Gieths bok, Jag saknar dig, jag saknar dig!, prövades flera band. Regissören Anders Grönros föll för bandet och det var de som fick rollen att vara delaktigt band i filmen, samt att stå för ledmotivet. 
Bandet signade kort därpå med labeln SoFo Records och majorbolaget Universal Music. Singeln "Turn the Tide (Cilla Turns)" släpptes i april 2011 och är ett av spåren på Bandit Rocks samlingsalbum Bandit Rock 5. Albumet AiluCrash släpptes den 7 september 2011 och gick in som nr 3 på Sverigetopplistan.

## Medlemmar
Nuvarande medlemmar
- Ludvig Nilsson – sång
- Kai Israelsen – basgitarr
- Viktor Mattsson – keyboard, gitarr
- Anton Karlström – trummor
- Tom Israelsen – gitarr (2010–2015)

Tidigare medlemmar
- Raimond Nurmilampi – gitarr (2006–2010)

## Diskografi
Studioalbum
- AiluCrash (2011)

Singlar
- "Turn the Tide (Cilla Turns)" (2011)

Soundtrack
- Jag saknar dig (2011)